# Борисов, Борис Самойлович
Борис Самойлович Борисов (настоящая фамилия Гурович; 1872 — 11 ноября 1939) — русский и советский эстрадный и театральный актёр, певец и композитор, заслуженный артист Республики (1927).

## Биография
Борис Самойлович Борисов родился в 1872 году в городе Александровск Екатеринославской губернии (ныне Запорожье). С 16 лет работал в столицах и провинции, по образованию — юрист. Однако, оставил юридическую карьеру и стал артистом.
Сценическую деятельность начал в труппе М. Л. Кропивницкого (1895—1897). Затем играл в театрах Харькова (1897—1899) и Киева (1899—1903). Был актёром московского Театра Корша (1903—1913), Свободного театра (с 1913 года), затем Московского драматического театра. По настоятельному совету известного куплетиста Станислава Сарматова несколько поменял своё амплуа, поменяв драматический театр на самостоятельные номера в шантанах и на водевильной сцене.:86
С 1908 года выступал в театре-кабаре «Летучая мышь», где был одним из самых популярных актёров. 
В 1921 году руководил московским  театром-кабаре «Коробочка», где  многие миниатюры заимствованы из репертуара театра «Летучая мышь».
В 1923—1924 годах гастролировал в Нью-Йорке, по возвращении играл в театре Корша и выступал на эстраде. В театре был преимущественно комедийным актёром.
Кроме театра был выдающимся эстрадным актёром и певцом, исполнял песни Беранже, был куплетистом и рассказчиком, чтецом (чеховские миниатюры, басни Демьяна Бедного, поэмы Иосифа Уткина), автор и исполнитель романсов, среди которых наиболее известен романс «Звёзды на небе» (Снился мне сад в подвенечном уборе на стихи Елизаветы Дитерихс), музыкально-вокальных пародий, эстрадных импровизаций и экспромтов. Романс Бориса Борисова «Почему я безумно люблю» был очень популярен в исполнении опереточной примадонны Раисы Раисовой, а грампластинка с этой записью выдержала несколько тиражей в начале 1910-годов.
Умер Борис Гурович 11 ноября 1939 года, похоронен на Новодевичьем кладбище (2-й участок) вместе с женой Марией Павловной Борисовой-Смоленской (1877—1953).

## Награды и премии
- Заслуженный артист Республики (1927).

## Работы в театре
- «Бедность не порок» А. Островского — Любим Торцов
- «Горе от ума» А. Грибоедова — Фамусов
- «Дети Ванюшина» С. Найденова — Ванюшин
- «Касатка» А. Толстого — Желтухин
- «Ревизор» Гоголя — Городничий
- «Укрощение строптивой» — Грумио
- «Поташ и Перламутр» Монтегю и Гласа — Поташ
- «Лев Гурыч Синичкин» Ленского — Синичкин
- «Цыганский барон» Штрауса — Зупан
- «Бог мести» Ш. Аша — Шепшович

## Фильмография
1. 1911 — Оборона Севастополя — эпизод
2. 1914 — Блюститель нравственности — толстяк Борисов
3. 1914 — Женщина захочет — черта обморочит — банкир Розенблат
4. 1914 — Произведение искусства — доктор Кошельков
5. 1915 — Депутат — депутат
6. 1915 — Леон Дрей — отец Леона
7. 1918 — Три вора — банкир Орнано
8. 1919 — Праздник солнца